# بريجيت لاكومب
بريجيت لاكومب (بالإنجليزية: Brigitte Lacombe؛ بالفرنسية: Brigitte Lacombe) هي مصورة فرنسية وأمريكية، ولدت في 23 ديسمبر 1950 في أليس (فرنسا) في فرنسا.

## وصلات خارجية
- الموقع الرسمي
- بريجيت لاكومب على موقع IMDb (الإنجليزية)
- بريجيت لاكومب على موقع ميوزك برينز (الإنجليزية)
- بريجيت لاكومب على موقع ديسكوغز (الإنجليزية)
- بريجيت لاكومب على موقع قاعدة بيانات الفيلم (الإنجليزية)